# Іон Андоні Гойкоечеа
Іон Андоні Гойкоечеа (ісп. Ion Andoni Goikoetxea, нар. 21 жовтня 1965, Памплона) — іспанський футболіст, що грав на позиції півзахисника. Відомий, зокрема, виступами за «Барселону», «Атлетік», «Осасуну», а також національну збірну Іспанії. 

## Клубна кар'єра
Гойкоечеа є вихованцем «Осасуни» і вперше зіграв у Прімері за рідний клуб 19 жовтня 1985 року у матчі проти «Сельти». Ставши основним гравцем, він забив 11 м'ячів у сезоні 1987-88, а його команда фінішувала п'ятою.
У 1988 році Гойко перейшов до іспанських грандів — «Барселони», проте відразу був відданий в оренду до сусідів «Осасуни» в «Реал Сосьєдад». У «Сосьєдаді» він пропустив лише 2 лігові гри за два сезони. В сезоні 1990-91 Гойкоечеа прибув на «Камп Ноу», де вже грали кілька басків: Чікі Беґірістайн, Хуліо Салінас та Хосе Марі Бакеро. Гойко допоміг сформувати кістяк легендарної Dream Team, що здобула чотири титули чемпіона Іспанії поспіль, додавши до цього перший для «Барси» Кубок європейських чемпіонів.
У 1994 році півзахисник перейшов до ще одного басконського клубу — «Атлетік», де провів більше 100 матчів на вищому рівні в усіх турнірах за три сезони.
Гойкоечеа завершив кар'єру у 1999 році після недовгої появи в японському «Йокогама Марінос», де він знову грав разом із Салінасом, та повернення до «Осасуни», яка на той час виступала уже в Сегунді.

## Титули і досягнення
- Чемпіонат Іспанії
  - Чемпіон (4): 1990–91, 1991–92, 1992–93, 1993–94
- Суперкубок Іспанії
  - Володар (3): 1991, 1992
- Кубок європейських чемпіонів
  - Володар (1): 1991–92
  - Фіналіст (1): 1993–94
- Суперкубок Європи
  - Володар (1): 1992